# فلسفه جدید
فلسفه مدرن یا فلسفه جدید، دوره‌ای از تاریخ فلسفه است که از قرن هفدهم، با دکارت، آغاز می‌شود و تا اواخر قرن نوزدهم و اوایل قرن بیستم، ادامه می‌یابد.
شناسهٔ اصلی فلسفه جدید، انسان‌گرایی است. این اصطلاح بشردوستی، دلبستگی به مسائل مربوط به بشر، در سدهٔ نوزدهم در اروپا رواج یافت و به تفکر و اندیشه‌هایی گفته می‌شد که بر قابلیت‌های ذاتی انسان، تأکید می‌ورزید.
این اندیشه در جهت خلاف اندیشه مسیحیان سده‌های میانه رقم خورد که در این اندیشه: انسان موجودی بدبخت و ذلیل و گناهکار بود که دائم باید در آرزوی رهایی از دام گناهان نفسانیِ خود باشد. انسان‌گرایان، انسان را شاهکار طبیعت و آفرینش می‌دانستند و بر این باور بودند که بشر، خاستگاه و نماد بی‌پایان قابلیت‌ها و استعدادهای بی‌شمار اخلاقی، روحی و جسمانی است. ادبیاتِ این دوره را انسانیت نامیده‌اند.
انسان‌گرایی، اجمالاً، عبارت است از باور به اینکه در جهان، هرچه هست، باید در خدمت انسان باشد. در یک کلام می‌توان گفت که انسان، مخدوم است و جز او، هر چه هست، خادم انسان است. بنیادهای انسان‌گرایی، عبارتند از:
- اصالت علم؛
- ماده‌گرایی؛
- حذف الهیات از فلسفه؛
- و گرایش به نوعی شک‌گرایی.